# Jose Rodrigues de Moraes Filho
José Rodrigues de Moraes Filho (6 de agosto de 1873, Campinas, GO — 24 de junho de 1938 Goiânia) foi um político, juiz e fazendeiro brasileiro que serviu como senador estadual de Goiás e foi intendente de Campinas.  

## Biografia

### Carreira política
José Rodrigues de Moraes Foi um político que serviu como Senador estadual entre 1921 a 1930, quanto teve a Revolução de 1930. Ele serviu na ,9ª, 10ª e 11ª legislaturas. Durante a 9ª ele serviu junto com o seu irmão mais novo, Francisco de Assis Moraes, que era deputado estadual. Foi vereador de Goiânia durante 15 de outubro de 1936 á 10 de novembro de 1937.
Em 1922 foi apontado como Juiz Distrital de Campinas. 
Junto com os seus Irmãos, Andrelino Rodrigues De Moraes e Francisco de Assis Moraes, doou terras para a construção de Goiânia em 1933. Ele Foi doador de parte do sítio central de Goiânia.

### Familia
José era filho de José Rodrigues de Moraes, influente fazendeiro. Era Irmão mais velho de Francisco de Assis Moraes, Octaviano Rodrigues de Moraes e Andrelino Rodrigues De Moraes.
Foi casado com Ana Nunes De Moraes e teve dez filhos, incluindo Odon Rodrigues de Moraes.
José faleceu em 1938 em Goiânia com 64 anos.